# Ninomiya Sontoku

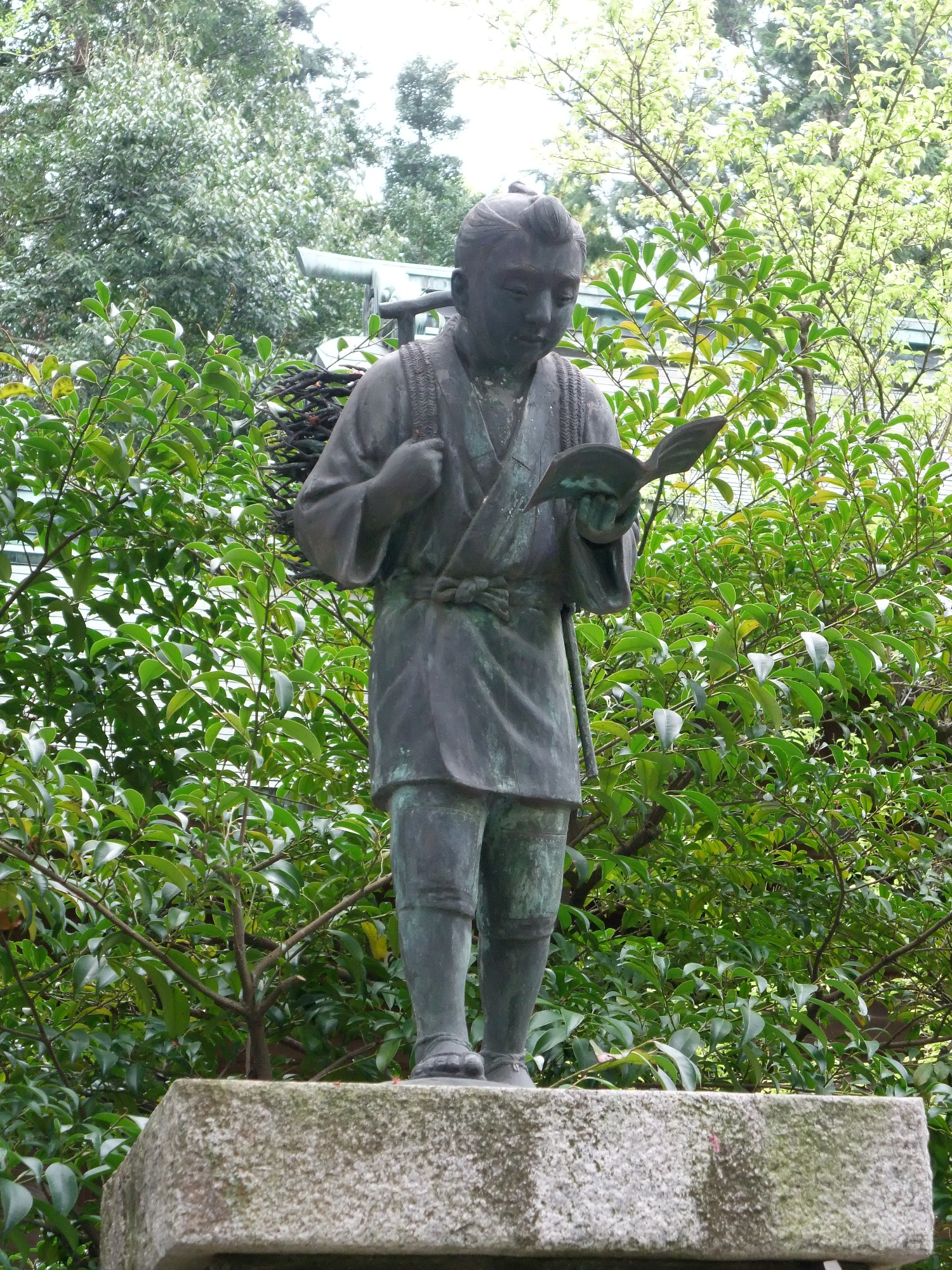
Statue de Ninomiya Sontoku au Hotokuninomiya-jinja, près du château d'Odawara, où il est déifié.

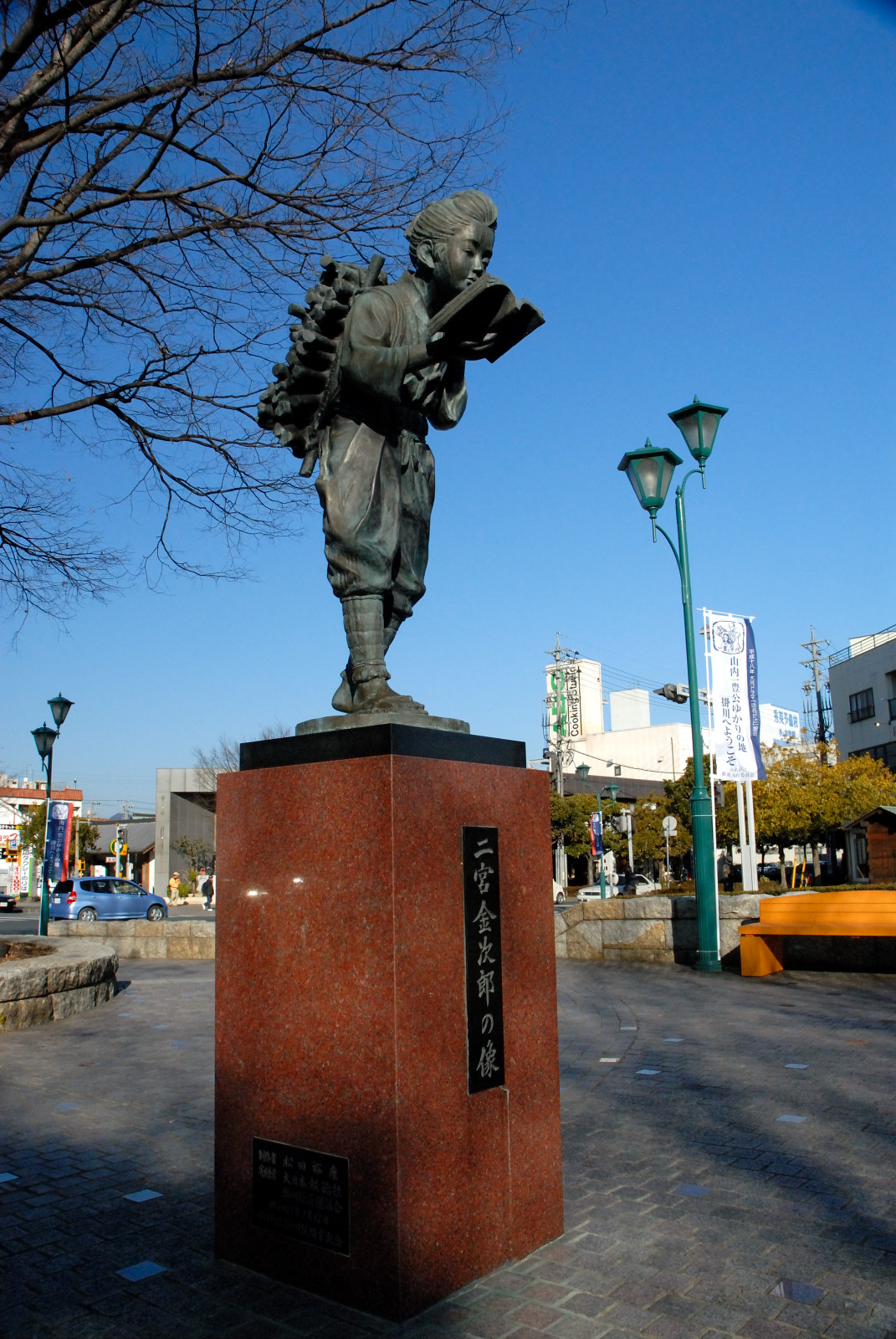
Statue de Ninomiya Sontoku à Kakegawa.

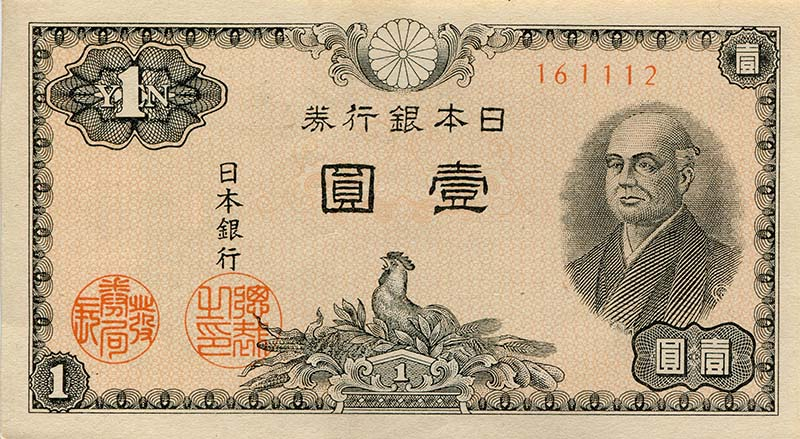
Billet de 1 yen émis de 1946 à 1958 avec le portrait de Ninomiya Sontoku.

Ninomiya Sontoku est un nom japonais traditionnel ; le nom de famille (ou le nom d'école), Ninomiya, précède donc le prénom (ou le nom d'artiste).
Ninomiya Sontoku (二宮 尊徳), né sous le nom de Ninomiya Kinjirō (二宮 金次郎) le 4 septembre 1787 à Kayama au Japon et décédé à l'âge de 69 ans le 17 novembre 1856, est un philosophe, militant du monde agricole, moraliste et économiste japonais souvent représenté par la statue d'un enfant lisant un livre en marchant avec du bois sur le dos.

## Biographie
Issu d'une pauvre famille paysanne, Ninomiya Sontoku est né sous le nom de Kinjirō à Kayama dans la province de Sagami (actuelle préfecture de Kanagawa). À 14 ans, il perd son père puis sa mère deux ans plus tard et est placé sous la protection de son oncle. Tandis qu'il travaille sur les terres de ce-dernier, Ninomiya étudie en autodidacte. Il obtient plus tard la propriété d'un terrain abandonné et le transforme en terre agricole. Il restaure lui-même une maison où habiter à l'âge de 20 ans et devient très riche grâce aux revenus de ses terres durant sa vingtaine. 
Il est ensuite nommé à la tête du petit district féodal qui connait des difficultés financières considérables. Il parvient à relancer l'économie locale grâce au développement de l'agriculture. Le daimyo (gouverneur) local, ayant entendu parler de sa réussite, lui propose de diriger le domaine d'Odawara. Il est dit que pendant son administration une famine frappe Odawara et Ninomiya propose d'ouvrir les greniers publics pour nourrir la population affamée. Les fonctionnaires sous ses ordres s'y opposent et lui rappellent qu'il lui faut au préalable l'autorisation du shogun. Ninomiya répond alors que personne, y compris les fonctionnaires, ne mangera de riz tant que l'approbation du shogun ne serait pas arrivée. Les fonctionnaires changent rapidement d'avis et décident que, puisqu'il s'agit d'une urgence, la population doit être immédiatement nourrie. 
Ninomiya est ensuite placé à la tête d'une terre du shogunat ce qui est un grand honneur pour une personne de basse extraction. Ses méthodes et sa philosophie deviennent les normes standards dans la gestion économique et le développement des domaines féodaux. Le prénom « Sontoku » lui est remis pour le récompenser de ses réalisations. Après sa mort, l'empereur l'élève au titre de Jyu Yoni, quatrième honneur inférieur dans le système de rang ritsuryō.

## Philosophie
Bien qu'il n'ait laissé aucune trace écrite de  philosophie, ses idées sont plus tard retransmises par ses disciples nommés Tomita Takayoshi, Fukuzumi Masae et Saitō Takayuki. Ninomiya mélange les trois enseignements traditionnels, le bouddhisme, le shinto et le confucianisme, et les transforme en principes éthiques pratiques qui mûrissent au-delà de ses expériences. Il considère l'agriculture comme la plus haute forme d'humanité car la culture des ressources est un don des kamis (dieux).

## Économie
Ninomiya Sontoku souligne l'importance de l'intérêt commun, ce qui était peu assimilé par les samouraïs et les paysans. Il calculait la date d'échéance de chaque taux d'intérêt à 100 ans pour montrer la signification de l'usage du boulier japonais ou soroban. En termes d'agriculture, il considérait que la vie agricole d'un village devait être commune, où les excédents à partir d'un an étaient vendus pour développer d'autres terres ou conservés pour les mauvaises années et partagés entre les membres de la communauté. Il était conscient que les terres industrialisées avaient des impôts plus faibles que les terres agricoles et était adepte de la gestion financière qu'il appliquait à ses terres. Il encourageait également l'installation d'immigrants d'autres régions et les récompensait s'ils parvenaient à établir avec succès un domaine agricole. Il fonda sa propre institution financière appelée gojoukou (五常講 ごじょうこう), qui apparaît comme une ancêtre de la banque coopérative. Chaque membre d'un village pouvait emprunter des fonds sans intérêts pendant 100 jours et la communauté entière partageait les coûts en cas de non remboursement. L'association du développement des terres, de l'immigration et des finances communes, tous gérés avec prudence, fut un succès et devinrent les méthodes standards du développement économique du Japon féodal.

## Dans la culture populaire
Il est fréquent de trouver des statues de Ninomiya dans et devant les écoles japonaises, surtout les écoles primaires. Elles le montrent généralement sous les traits d'un garçon lisant un livre en marchant et avec du bois sur le dos. Ces statues font échos aux histoires populaires qui racontent que Ninomiya lisait et étudiait à chaque moment qu'il pouvait. 
Il y a une référence à lui dans le roman Obasan (en) de la Canadienne Joy Kogawa. Un père raconte souvent l'histoire de Ninomiya Sontoku à ses enfants en disant qu'il « montait très tôt dans les montagnes pour aller chercher du bois avant le chant du coq ko-ke-kok-ko !. Il étudiait et travaillait chaque jour pour nourrir son petit frère bébé et sa mère. C'est de cette façon qu'il devint le grand maître Ninomiya Sontaku d'Odawara au Japon » (Kogawa, p. 63).

## Butin de guerre
En octobre 1994, le collège Rollins (en), une petite faculté privée d'arts libéraux située à Winter Park en Floride aux États-Unis, fait les gros titres lorsque le gouvernement japonais, sur requête de la préfecture d'Okinawa, lui demande la restitution d'une statue prise comme butin de guerre par Clinton C. Nichols, lieutenant-commandant de la marine américaine et diplômé de Rollins, après la bataille d'Okinawa en 1945. Nichols avait fait don de la statue de Ninomiya Sontoku au président de Rollins de l'époque, Hamilton Holt (en), qui lui promit de la garder dans l'entrée principale du bâtiment d'administration pour toujours. Au début, le collège rejette l'offre des fonctionnaires okinawais qui proposent qu'une réplique de la statue soit donnée à l'école si l'originale est remise à l'île, néanmoins, après avoir consulté le département d'État des États-Unis et le conseil d'administration de la faculté, la présidente de Rollins, Rita Bornstein, accepte l'offre et la statue est rendue à Okinawa en 1995 à l'occasion du 50e anniversaire de la fin de la Seconde Guerre mondiale. En plus de fournir au collège une réplique de la statue originale, le gouvernement d'Okinawa et Rollins signe un « accord de coopération » qui engage à développer des projets conjoints additionnels entre la faculté et le lycée Shogaku, l'école okinawaise où la statue originale est placée.